# La reina Mariana de Austria
La reina Mariana de Austria fue pintado por Velázquez entre 1652 y 1653 y se conserva en el Museo del Prado de Madrid (España) desde 1845.
De este cuadro se conservan dos réplicas, una que fue enviada a Viena (hoy en el Kunsthistorisches Museum) y otra que actualmente se encuentra en el Museo del Louvre de París.

## Descripción del cuadro

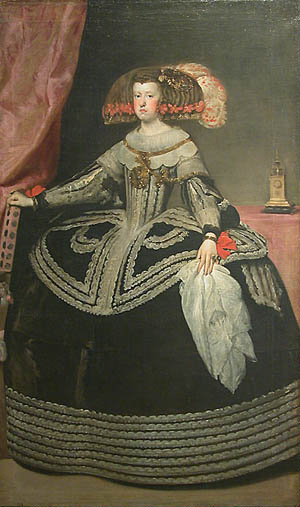
Versión del cuadro que se conserva en el Museo del Louvre.

El cuadro representa a Mariana de Austria, sobrina y esposa de Felipe IV, vestida con un traje negro con adornos en plata sobre el que destacan los lazos rojos de la muñecas, color que también aparece en la peluca y en las plumas que la adornan.
La mano derecha de la reina se apoya sobre el respaldo de un sillón sobre el que aparece una cortina carmesí que se extiende a modo de dosel sobre la parte superior del cuadro (este dosel no aparece en la réplica que se conserva en el Louvre). En la mano derecha sostiene un gran pañuelo blanco. Tras la reina aparece un reloj dorado en forma de torre.